# بیاتوربادی
شهر بیاتوربادی (به مجاری: Biatorbágy) در پِشت در کشور مجارستان واقع شده‌است. جمعیت این شهر ۱۰٫۷۲۰ نفر است.